# Xenomycetes morrisoni
Xenomycetes morrisoni is een keversoort uit de familie zwamkevers (Endomychidae). De wetenschappelijke naam van de soort werd in 1880 gepubliceerd door George Henry Horn.